# جامعة نيو أورليانز
جامعة نيو اورليانز (الأمم المتحدة) هي جامعة بحثية عامة في نيو أورليانز، لويزيانا. وهي عضو في نظام جامعة لويزيانا والجامعات الأصلية الثلاثة عشر. وهي مصنفة ضمن «جامعات النشاط البحثي العالي والدكتوراه».

## تاريخ جامعة نيو أورلينز
قام سيناتور الولاية ثيودور هيكي من نيو أورلينز في عام 1956 بتأليف القانون الذي أنشأ جامعة نيو أورلينز. في ذلك الوقت، كانت نيو أورلينز أكبر منطقة حضرية في الولايات المتحدة بدون جامعة عامة على الرغم من وجود العديد من الجامعات الخاصة، مثل جامعة تولين (التي كانت في الأصل جامعة مدعومة من الدولة قبل أن يتم خصخصتها في عام 1884)، وجامعة لويولا، وجامعة ديلارد. كانت المؤسسة فرعًا لجامعة ولاية لويزيانا، وعلى هذا النحو تم تسميتها في الأصل بجامعة ولاية لويزيانا في نيو أورلينز. كما تم تسمية قاعة الرقص بجامعة الأمم المتحدة تكريماً لهيكي في أواخر عام 2014، وذلك بعد أكثر من عقدين من وفاته.
تم بناء الجامعة في نيو اورليانز ليكفرونت الجديدة عندما قامت القوات البحرية الأمريكية بنقل المحطة الجوية البحرية من نيو اورليانز. قام مجلس أورليانز ليفي بتأجير القاعدة المغلقة لمجلس المشرفين في جامعة ولاية لويزيانا. سار التجديد أسرع من المتوقع. تم افتتاح جامعة ولاية لويزيانا للدروس في عام 1958، أي قبل عامين من الموعد المحدد. كانت أول جامعة عامة متكاملة عنصريًا في الجنوب. في السنوات الخمس الأولى، تم اعتبارها كقسم خارجي للحرم الجامعي الرئيسي في باتون روج، وعلى هذا النحو كان يُطلق على كبير مسؤوليها الإداريين اسم عميد (1958-1961)، ثم نائب الرئيس المسؤول (1961-1962). في عام 1962، تم إنشاء نظام جامعة ولاية لويزيانا للتعليم العالي، وأصبحت جامعة ولاية لويزيانا بنيو اورلينز حرمًا جامعيًا منفصلاً في هذا النظام. وذلك للإشارة إلى أنها أصبحت الآن مؤسسة متكافئة مع جامعة لويزيانا، كما تم تغيير لقب رئيسها التنفيذي من «نائب الرئيس المسؤول» إلى «المستشار». بعد عقد من النمو، وافق مجلس المشرفين في جامعة لويزيانا على تغيير الاسم إلى جامعة نيو أورلينز الحالية. بعد ما يقرب من خمسين عامًا، في عام 2011، تم نقل جامعة نيو أورلينز إلى نظام جامعة لويزيانا، وتم تغيير لقب رئيسها التنفيذي إلى «الرئيس».

### إعصار كاترينا
في 29 أغسطس 2005، تعرضت الجامعة لأضرار بسبب إعصار كاترينا. حيث يقع الحرم الجامعي الرئيسي على أرض مرتفعة نسبيًا وكان معظم الضرر ناتجًا عن الرياح والمياه الناتجة عن الأمطار والنشاط البشري أثناء العاصفة. تم استخدام الجامعة كنقطة إخلاء ومنطقة انطلاق من قبل الحرس الوطني. حدث خرق للسدود على قناة لندن أفينيو وذلك على بعد بضعة مربعات سكنية جنوب الحرم الجامعي الرئيسي، وقد تسبب في فيضان الطابق الأول من قاعة بينفيل وشقق قرية لافيت الزوجية والمبنى الهندسي.
كانت جامعة نيو أورليانز أول الجامعات الكبيرة المتضررة في نيو أورلينز التي أعادت فتح أبوابها، وإن كان ذلك فعليًا، باستخدام دورات على شبكة الإنترنت بدءًا من أكتوبر 2005. تمكنت الجامعة من تقديم دروس في فصل الخريف بعد إعصار كاترينا مباشرة في حرم جامعي عن طريق الأقمار الصناعية؛ كما أعيد افتتاح الحرم الجامعي الرئيسي في ديسمبر 2005.
أدى إعصار كاترينا إلى خفض معدلات الالتحاق في جميع الكليات في نيو أورلينز، لكن تضررت جامعة نيو أورلينز بشكل خاص. حيث أن هذا الضرر الذي لحق بنيو أورلينز لحق بالجامعة ككل، حيث تعمل الأمم المتحدة كقائد في تعليم الطلاب من نيو أورلينز. ومنذ الإعصار، فإن تسجيل الطلاب في زيادة مطردة نحو أرقام ما قبل إعصار كاترينا. في عام 2011، حاول السناتور كونراد أبيل من جيفرسون باريش، بدعم من الحاكم بوبي جيندال، الجمع بين الأمم المتحدة والجامعة السوداء التاريخية في نيو أورلينز كوسيلة لتوفير دولارات التعليم العالي. تم سحب خطته في مجلس البرلمان بسبب نقص الدعم من زملائه.

### الرؤساء التنفيذيون لجامعة نيو أورلينز
- هومر إل هيت (عميد، 1958-59 ؛ نائب الرئيس المسؤول، 1959-1963، مستشار، 1963-1980)
- ليون ج. ريشيل (مستشار، 1980-1983)
- كوبر ماكين (مستشار، 1983-1987؛ بالوكالة حتى 1984)
- غريغوري إم سانت إل أوبراين (مستشار، 1987-2003)
- تيموثي ب. رايان (مستشار، 2003-2010)
- جو كينغ (القائم بأعمال المستشار، 2010-2012)
- بيتر جي فوس (رئيس، 2012-2016)
- جون دبليو نيكلو (رئيس، 2016 حتى الآن)

## الحياة الطلابية

### المنظمات
هناك أكثر من 120 ناديًا ومنظمة مسجلة نشطة في الأمم المتحدة، بما في ذلك 15 جمعية أخوية وجمعيات نسائية. والحكومة الطلابية بالأمم المتحدة جمعية طلابية رسمية. تنقسم المنظمات المسجلة إلى فئات إما دينية، أوفخرية، أوسياسية، أومهنية، أواجتماعية، أوخدمية، أو منظمات، أواهتمامات خاصة.

## وسائط
دريفتوود هي صحيفة الأمم المتحدة الأسبوعية ويتم نشرها كل يوم خميس. تمتلك الأمم المتحدة أيضًا وتدير WWNO، وهي محطة إذاعية محلية. بدأت WWNO الإرسال في عام 1972.

### الحياة اليونانية
يتكون المجتمع اليوناني في جامعة نيو أورلينز من 16 منظمة، تحكمها ثلاثة مجالس.
| مجلس الأبوية                                                   | المجلس الوطني اليوناني | الرابطة البانهلينية                                       |
| -------------------------------------------------------------- | --- | --------------------------------------------------------- |
| - كابا سيجما - لمبادا شي ألفا - سيارات الأجرة - فاي كابا سيجما | - ألفا فاي ألفا - ألفا كابا ألفا - دلتا سيجما ثيتا - ايوتا فاي ثيتا - كابا ألفا بسي - أوميغا دوجز فاي - فاي بيتا سيجما - سيجما جاما رو - زيتا فاي بيتا | - ألفا اكسي دلتا - دلتا زيتا - سيجما كابا - زيتا تاو ألفا |

الكليات
يوجد بجامعة الأمم المتحدة أربع كليات: كلية إدارة الأعمال، كلية الآداب، التربية والتنمية البشرية، كلية الهندسة، وكلية العلوم. تقدم الجامعة أيضًا درجة البكالوريوس في الدراسات متعددة التخصصات.

## حرم الجامعة
يقع حرم الجامعة في منطقة نيو أورلينز الحضرية، على بحيرة بونتشارترين في نهاية شارع إليسيان فيلدز وفي الموقع السابق لمكتب الحكومة الاتحادية بنيو أورليانز. يقع مجمع البحوث والتكنولوجيا التابع للأمم المتحدة بجوار الحرم الجامعي في الموقع السابق لمنتزه شاطئ بونتشارترين الترفيهي. تقع حلبة كيفر ليك فرونت التابعة للأمم المتحدة ومايستري فيلد في برايفتير بارك التابعة أيضا للأمم المتحدة، ومرافق كرة السلة والبيسبول التابعة للأمم المتحدة، في زاوية شارع فرانكلين أفينيو وليون سي سيمون بوليفارد.
تم ايواء فصول الأمم المتحدة في الأصل في المباني المتبقية بعد إغلاق مكتب الحكومة الاتحادية في ذلك الموقع. تم تصميم العديد من مباني المحاضرات وترقيمها مثل السفن لتذكير الطلاب بأن الحرم الجامعي كان قاعدة بحرية، وكان أقدم مباني المحاضرات، مبنى الفنون الليبرالية ومبنى العلوم، كما تم ترقيمها وتخطيطها مثل السفينة ذات الفنون الليبرالية التي تتميز بشرفات خارجية للوصول إلى الفصول الدراسية بدلاً من الممرات الداخلية، ويضم كل من مبنى الفنون الليبرالية ومبنى العلوم باحات مركزية. تم تصميم ملحق العلوم الكيميائية الأحدث التابع لجامعة الأمم المتحدة مثل قارب بخاري والعديد من مباني المحاضرات الأحدث في الحرم الجامعي لها أشكال مماثلة لمباني العلوم والفنون الليبرالية الأصلية بدون الساحات الداخلية بسبب المساحة المحدودة في الحرم الجامعي الرئيسي.
على مر السنين، تم بناء مبانٍ إضافية لاستيعاب هيئة طلابية أكبر. وتشمل هذه قاعة ميلنيبورغ (مبنى الأعمال الأصلي الذي أصبح الآن مبنى تابعًا لكلية الفنون الحرة)، ومركز الجامعة، ومكتبة ايرل ك.لونج، ومبنى الإدارة، ومبنى الجيولوجيا/ علم النفس، والمبنى الهندسي، ومجمع علوم الحياة (المرحلة الأولى: مركز الكمبيوتر، والمرحلة الثانية: مبنى الأحياء، والمرحلة الثالثة: مبنى الرياضيات)، وملحق العلوم الكيميائية، وقاعة كيرشمان (مبنى الأعمال الجديد).
يعد مبنى كلية الهندسة الذي تم تشييده في السبعينيات أعلى مبنى في الحرم الجامعي. تتكون الكلية من تسعة طوابق وهي موطن لبرنامج العمارة البحرية والهندسة البحرية (نيم) بالجامعة (مما يجعلها واحدة من عدد قليل جدًا من الجامعات في الولايات المتحدة التي تقدم هذا البرنامج) من بين برامج هندسية أخرى. الطابق الأول هو أكبر طابق يضم ورشة عمل كبيرة ومختبرات وردهات ومساحات للدراسة بالإضافة إلى خزان قطر لبرنامج نيم. من خلال طريق النسيم في الطابق الأول يوجد منزل قاعة دوهسي. الطوابق من الثاني إلى التاسع كلها جزء من برج واحد كبير في خط مستقيم وكل منها ليس بحجم الطابق الأول.
يتميز مبنيين في الحرم الجامعي بتصميمات الردهة بدلاً من الممرات. قاعة كيرشمان، أحدث مبنى محاضرات في الحرم الجامعي ومنزل كلية إدارة الأعمال، تتميز بردهة كبيرة في المركز مع عدد قليل من ممرات الأقمار الصناعية المتصلة بها. تعتبر ثاني أكبر مبنى محاضرات في الحرم الجامعي (بعد المبنى الهندسي).
علاوة على ذلك، يحتوي مبنى مركز الجامعة، وهو أحد مراكز الحياة في الحرم الجامعي، على ردهة في المركز بها مواقع لتناول الطعام ومساحات للفعاليات من جهة وممرات بها مكاتب على الجانب الآخر.
تم بناء مركز خريجي هومر هيت التابع لجامعة الأمم المتحدة حول كومة دخان بقيت منذ أن كان الحرم الجامعي قاعدة بحرية. كومة الدخان هي أقدم مبنى في الحرم الجامعي.

### مراكز الحياة في الحرم الجامعي[16]
تضم جامعة نيو أورلينز ثلاثة مبانٍ تعتبر مراكز الحياة في الحرم الجامعي:

#### مكتبة ايرل ك. لونج
مكتبة ايرل ك.لونج هي موطن لمركز التسجيل الخاص، وهو «متجر شامل لجميع احتياجات التسجيل الخاصة بك.» يتضمن هذا الموقع مكاتب التسجيل، والتوجيه، والمساعدات المالية، وخبرة السنة الأولى، والاستشارات في السنة الأولى (مع خطط لزيادة الخدمات لتقديم المشورة لكلاسمين). لا يقتصر الأمر على كون هذا المبنى موطنًا للعديد من خدمات التسجيل، ولكن يحتوي هذا المبنى أيضًا على مقهى تديره خدمات تناول الطعام وموارد أكاديمية مختلفة في كل طابق. الطابق الأول هو موطن لمنطقة دراسة كبيرة تُعرف باسم «مشاع التعلم» وهي موطن لمختبر كمبيوتر كبير في المقدمة، ومنطقة دراسة ذات مفهوم مفتوح في الخلف، ومكاتب مساءلة الطلاب/ خدمات الإعاقة والتعليم ومركز الموارد وغرفة الدراسة الجماعية. الطابق الثاني موطن لأجهزة الكمبيوتر الهادئة، غرف دراسة جماعية إضافية، ودوريات، ومركز المرأة، وصحافة الأمم المتحدة. يضم الطابق الثالث غرفة الدراسة الصامتة، وبرنامج الشرف، واستوديو الرسوم المتحركة الرقمية، ومنطقة التأمل، وغرف الدراسة الخاصة لأعضاء هيئة التدريس وطلاب الدراسات العليا. الطابق الرابع حيث توجد منطقة الدراسة الهادئة والمجموعات/ المحفوظات الخاصة وقاعة المطالعة وغرف المؤتمرات المختلفة والمكاتب الإضافية.

#### مركز الجامعة
مركز الجامعة هو «مركز الحياة في الحرم الجامعي في الأمم المتحدة.» المبنى هو موطن لمواقع خدمات الطعام، وغرفة الكرة الكبرى، وغرفة ألعاب كابتن كوارتر، ومكتبة الأمم المتحدة، ومساحات اجتماعات مختلفة. تشمل مكاتب الجامعة الموجودة هنا خدمات الإرشاد، والخدمات المهنية، وإشراك الطلاب والقيادة، والحياة اليونانية، والرابطة الطلابية الحكومية، وشؤون الطلاب، وصحيفة دريفتوود الطلابية. 

### مبنى اداري
يتكون المبنى الإداري من قسمين: المبنى الإداري الأصلي والمبنى الإداري الأحدث إضافة إلى المبنى الذي تم تشييده فيما بعد. توجد هنا العديد من المكاتب الإدارية بالجامعة.

### الحياة السكنية
حرم الجامعة هو موطن لثلاثة خيارات سكنية داخل الحرم الجامعي للطلاب تقع جميعها في الحرم الجامعي الرئيسي لجامعة الأمم المتحدة:
- قرية لافيت
- قاعات بونتشارترين
- مكان خاص

### خدمات الطعام
تتم إدارة خدمات تناول الطعام بالجامعة حاليًا بواسطة كارتويلز العليا اد. يديرون جميع أماكن تناول الطعام في الحرم الجامعي، بما في ذلك كافتيريا الجامعة المُصممة على طراز البوفيه والتي تُعرف باسم قاعة الطعام في المطبخ. تقع مواقع بيع الطعام بالتجزئة بشكل أساسي على سطح السفينة (الذي يقع في مركز الجامعة على الجانب الشرقي من الحرم الجامعي) والكوف (وهو مبنى يقع على الجانب الغربي من الحرم الجامعي). تشمل مواقع البيع بالتجزئة Subway وتشيك فيل أ وبناء البيتزا وعصير جامبا وجريل ساوثويسترن من مو وساشيك وايقاظ مخمر (التي تخمر ستاربكس كوفي). بالإضافة إلى ذلك، تدير كارتويلز ثلاثة «أسواق» ملائمة في الحرم الجامعي تُعرف باسم سوق نولا (التي تقع في وسط الجامعة وتقدم قهوة PJ)، وسوق الخليج (الموجود في الخليج)، وسوق بونتشارترين (الموجود في قاعة الإقامة بالحرم الجامعي).

## ألعاب القوى
تضم جامعة نيو أورلينز حاليًا 14 فريقًا رياضيًا، وهي عضو في القسم الأول في (الرابطة الوطنية لألعاب القوى)، وتتنافس في مؤتمر ساوثلاند. حاولت منظمة الأمم المتحدة في الأصل إعادة التصنيف إلى مؤتمر الخليج والجنوب التابع للقسم الثاني. في 1 فبراير 2011، قدم نائب رئيس الجامعة جو كينغ اقتراح القسم الثاني إلى مجلس المشرفين في جامعة ولاية لويزيانا. سابقا، الأمم المتحدة تنافست على مستوى الشعبة الثانية في الفترة من 1969 إلى 1975. في 9 مارس 2012، أعلن الرئيس بيتر ج. فوس أن الأمم المتحدة تخطط أن تظل عضوا في الرابطة الوطنية لألعاب القوى القسم الأول، مع كون المنازل المحتملة هي مؤتمر الحزام الشمسي أو مؤتمر ساوثلاند. في 21 أغسطس 2012، أعلنت منظمة الأمم المتحدة أنها ستنضم إلى مؤتمر ساوثلاند، اعتبارًا من العام الدراسي 2013-2014.

### رياضات
- البيسبول
- كرة السلة للرجال والسيدات
- جولف الرجال
- الرجال والنساء عبر الضاحية
- تنس الرجال والسيدات
- الكرة الطائرة
- سباقات المضمار والميدان للرجال والسيدات
- الكرة الطائرة الرملية للسيدات (تمت إضافة خريف 2014)

### أغنية القتال
أغنية القتال الرسمية لجامعة نيو أورلينز هي «دعنا نسمعها من أجل الأمم المتحدة». تم تبني الأغنية بعد مسابقة في عام 1981. وكان الفائز هو لويس أوسترولينك. قبل ذلك، تم استخدام مقدمة اللحن من قبل ويليام تيل أوفرتور. لا يزال هناك اختلاف في العرض لتكريم هذا التقليد.

### نادي رياضي
تضم جامعة نيو أورلينز العديد من رياضات الأندية التي يقدمها قسم الترفيه والرياضة الداخلية. تتوفر رياضات الأندية لجميع طلاب الأمم المتحدة المهتمين. تشمل رياضات النوادي النشطة:
- كريكيت
- إبحار
- كندو
- تنس طاولة
- كرة القدم
- كرة القدم الامريكية
- الكرة الطائرة للرجال
- رياضي / صيد السمك

## حديقة البحوث والتكنولوجيا
تعد حديقة جامعة نيو اورلينز للبحوث والتكنولوجيا حديقة أبحاث يتعاون مستأجروها مع الجامعة لإجراء البحوث وتوفير التدريب وخلق فرص التعليم.المستأجرين لديهم العديد من الخدمات الجامعية المقدمة لهم، بما في ذلك مكتبة الجامعة والمرافق الترفيهية.

## خريج متميز
- ميتش أوكوين - نائب رئيس التأمين بشركة ماريوت الدولية
- أوستن بادون - ممثل الولاية لأبرشية أورليانز منذ عام 2004؛ اداري في كلية المجتمع نونيز منذ عام 2000 [27]
- بات باري - مقاتل بطولة القتال النهائي وكيك بوكسر
- والتر بواسو - عضو مجلس الشيوخ السابق عن ولاية لويزيانا من سانت برنارد باريش الذي تصدّر عناوين الصحف الوطنية بسبب قتاله من أجل الجمع بين مجالس السدود في جنوب شرق لويزيانا؛ مرشح حاكم ولاية في عام 2007، ديمقراطي
- أريحا براون - شاعر، حائز على جائزة بوليتسر
- جيم بولينجر - السابق دوري البيسبول لاعب
- راندي بوش - لاعب سابق في دوري البيسبول. عضو في عامي 1987 و 1991 بطولة العالم بطل مينيسوتا توينز
- جويل شيسون - الرئيس السابق لمجلس شيوخ ولاية لويزيانا، محامٍ
- جيمس إتش كلارك - المؤسس المشارك لشركة سيليكون غرافيكس، نتسكيب للاتصالات، ومجلة Inc.
- واين كوبر - لاعب كرة سلة سابق في الدوري الاميركي للمحترفين
- إلين ديجينيرز - ممثل كوميدي ومضيف تلفزيوني وممثلة
- جيم دونيلون - ممثل الولاية السابق، والرئيس السابق لأبرشية جيفرسون، ومفوض التأمين الحالي بالولاية
- مايكل ت. دوغان - معلم وباحث في المحاسبة
- مارغريت إيفانجلين - رسام ما بعد الحد الأدنى، والفيديو، والأداء، وفنان التثبيت
- سابرينا فارمر - نائب رئيس جوجل.[28]

- رون فوشي - ممثل سابق للدولة ، ومستشار سياسي ومحلل من نيو أورلينز [29]

- توم فيتزموريس - كاتب طعام [30]

- بيتر ج.فوس - الرئيس السابق ، جامعة نيو أورلينز
- إيفا غالر - ناجية يهودية من المحرقة
- جيفري جانجويش - مخرج سينمائي
- روبرت ت.جاريتي جونيور - ممثل الدولة عن جيفرسون باريش، 1988-1992
- جوني جيافوتيلا - لاعب البيسبول الرئيسي لفريق لوس أنجلوس آنجلز أوف أنهايم
- لي ميتزن غرو، شاعر ومربي
- أنتوني جواريسكو جونيور - سيناتور ديمقراطي عن ولاية مورغان سيتي من 1976 إلى 1988، درس العلوم السياسية في منظمة الأمم المتحدة أثناء وجوده في منصبه [31]

- ستيفاني هانسن - محامية بيئية تم انتخابها لعضوية مجلس شيوخ ولاية ديلاوير في عام 2017
- دانيال إل هولمان - مؤرخ طيران
- إرفين جونسون - لاعب في الرابطة الوطنية لكرة السلة
- سال خان - مؤسس أكاديمية خان
- جون لاروكيت - ممثل سينمائي وتلفزيوني ومسرحي، حائز على جائزة إيمي 5 مرات، وحائز توني
- جيمس ليتن - المدعي الأمريكي السابق للمنطقة الشرقية من لويزيانا
- نيكولاس لوروسو - ممثل دولة جمهوري من أبرشية أورليانز منذ عام 2007
- بول ماينيري - مدرب البيسبول الحالي بجامعة ولاية لويزيانا
- فاليري مارتن - روائي
- باني ماثيوز - صحفي موسيقي ورسام كاريكاتير، اشتهر بشخصيتيه فيك وناتلي
- بو مكالب - لاعب كرة سلة محترف
- ميشيل ميلر - مراسلة وطنية لشبكة سي بي إس نيوز
- آرثر موريل - ممثل الولاية من عام 1984 إلى عام 2006 وكاتب المحكمة الجنائية منذ عام 2006 لأبرشية أورليانز [32]

- سينثيا هيدج موريل - عضو مجلس مدينة نيو أورلينز، 2005-2014
- لانس إي نيكولز - ممثل
- مارك نورماند - قف كوميدي
- فرانك أوشن - فنان R & B وفنان هيب هوب
- براين باليرمو - ممثل وكوميدي أمريكي ومتواصل علمي
- مايكل هولواي بيرون - روائي
- داون ريتشارد - المغني وكاتب الأغاني ، دانيتي كين ، الأموال القذرة
- جاميسون روس - عازف جاز ومغني رشح لجائزة جرامي
- جيفري دي سادو - عالم سياسي ، وكاتب عمود ، وأستاذ في شريفبورت بجامعة لويزيانا
- بيلي سلوتر - ممثل
- ميلتون دين سلوتر - فيزيائي نظري
- جو سلوسارسكي - السابق دوري البيسبول لاعب
- بريان سنيكر - مدير نادي أتلانتا بريفز في دوري البيسبول الرئيسي
- باتريشيا سنايدر - عالمة اجتماع أمريكية
- جولي ستوكس (فئة عام 1992) - محاسب قانوني معتمد ، ممثل الولاية من المنطقة 79 في جيفرسون باريش [33]

- روي سي ستريكلاند - رجل أعمال وسياسي في لويزيانا ولاحقًا في وودلاندز ، تكساس
- تارين تيريل - مصارع محترف
- كريستوفر ثورنتون - ممثل
- براين تراكسلر - لاعب بيسبول سابق في دوري البيسبول
- كلوي فالداري - ناشط سياسي
- والي وايتهورست - إبريق دوري البيسبول لفريق نيويورك ميتس [34]

- داريل ويليس - نائب رئيس شركة بريتيش بتروليوم المسؤول عن الادعاءات الواردة في الإعلانات التجارية حول تسرب النفط في ديب ووتر هورايزون

## هيئة تدريس بارزة
- لانس أفريك، قاضي أمريكي
- ستيفن E. أمبروز كان مؤرخ أميركي وكاتب سيرة من الولايات المتحدة الرؤساء - (13 أكتوبر 2002 10 يناير 1936) دوايت ايزنهاور وريتشارد نيكسون. كان أستاذًا للتاريخ في جامعة نيو أورلينز منذ فترة طويلة ومؤلفًا للعديد من المجلدات الأكثر مبيعًا من التاريخ الشعبي الأمريكي.
- فريدريك بارتون، الروائي والناقد السينمائي الأمريكي
- جونتر بيشوف، مؤرخ نمساوي أمريكي
- أماندا بويدن، الروائية الأمريكية
- جوزيف بويدن، كاتب كندي
- دوجلاس برينكلي، مؤرخ أمريكي
- روبرت كاشنر، عالم الحيوان الأمريكي
- جون تشرشل تشيس، رسام كاريكاتير أمريكي
- ريتشارد كولين، مؤرخ وكاتب طعام أمريكي [35]

- فيليب ب. كولتر، عالم السياسة الأمريكية
- روبرت دينهاردت، باحث أمريكي
- فيليب جيمس ديفريس، أستاذ علم الأحياء، زميل ماك آرثر وزميل غوغنهايم، من بين درجات الشرف الأخرى
- روبرت إل فلوري، أستاذ الكيمياء
- بيتر جيه فوس، رئيس الكلية الأمريكية
- بول فريك، عالم نفس أمريكي
- جون جيري، شاعر وناقد ومحرر أمريكي
- بروس سي جيب، الكيميائي الإسكتلندي
- فيكتور جوينز، موسيقي جاز أمريكي
- جابرييل جوميز، شاعر أمريكي
- ريتشارد جودمان، كاتب أمريكي غير روائي
- أرنولد ر. هيرش، مؤرخ أمريكي
- توسان هوسيفار، مؤرخ اقتصادي سلوفيني أمريكي
- ريتشارد أ. جونسون، فنان أمريكي
- ريتشارد كاتروفاس، كاتب أمريكي
- يوسف كومونياكا، شاعر أمريكي
- جوزيف لوجسدون، مؤرخ أمريكي
- أندرياس مايسلينجر، مؤرخ نمساوي
- فاليري مارتن، الروائي الأمريكي
- إدوارد إم ميللر، خبير اقتصادي أمريكي
- ألان آر ميليت، مؤرخ أمريكي
- هذا أوسوندار، كاتب نيجيري
- كارلا بينز، عالمة الحشرات الأمريكية
- فرانك شالو، فيلسوف أمريكي
- ميلتون دين سلوتر - عالم فيزياء نظرية، وأستاذ مشارك للفيزياء في جامعة فلوريدا الدولية، ورئيس فخري وأستاذ أبحاث جامعي للفيزياء الفخري في جامعة نيو أورلينز، ورئيس قسم نظري مساعد مختبر لوي ألاموس الوطني، ورئيس المعهد الدولي للفيزياء النظرية، والجمعية الفيزيائية المريكية، وزميل الجمعية الأمريكية لتقدم العلوم
- آلان سوبل، فيلسوف أمريكي
- نغوين تي كيه ثانه، عالم تكنولوجيا النانو الفيتنامي
- ديفيد ووجان، شاعر أمريكي

## روابط خارجية
- الموقع الرسمي
- University of New Orleans Athletics website